# Jiang Zhenghua
Jiang Zhenghua (chinesisch 蒋正华; * Oktober 1937 in Fuyang, Zhejiang) ist ein Politiker, Demograf und Hochschullehrer in der Volksrepublik China, der unter anderem von 1997 bis 2007 Vorsitzender der Chinesischen Demokratischen Partei der Bauern und Arbeiter (CPDWP) sowie zwischen 2003 und 2008 Vize-Vorsitzender des Ständigen Ausschusses des Nationalen Volkskongresses war.

## Leben
Jiang Zhenghua, ein Angehöriger von Han-Chinesen, begann nach dem Schulbesuch 1954 ein Studium im Fach Elektrotechnik an der Fakultät für Elektroingenieurwesen der Jiaotong-Universität Shanghai, das er 1958 an der Jiaotong-Universität Xi’an abschloss. Im Anschluss wurde er 1958 Lektor der Kontrollabteilung des Zentrums für Bevölkerungsforschung des Institut für systematisches Ingenieurwesen und später stellvertretender Direktor dieses Zentrums für Bevölkerungsforschung, ehe er zuletzt bis 1978 Direktor des Instituts für Bevölkerung und Wirtschaftswissenschaften. 1978 übernahm er eine Professur an der Jiaotong-Universität Xi’an und lehrte dort bis 1991 Demografie. 1981 wurde ihm die Goldmedaille der Bombay International Demography Academy verliehen und 1982 war er Absolvent der International Demography Academy India in Mumbai. In der Folgezeit hatte er Gastprofessuren an der Universität von Paris sowie der Stanford University inne, ehe er 1986 als Fachmann des India International Development Center erneut in Indien tätig war.
Nach seiner Rückkehr wurde Jiang 1988 Mitglied des Nationalkomitees der Politischen Konsultativkonferenz des chinesischen Volkes und gehörte diesem bis 1998 an. Er war von 1991 bis 1999 Vize-Minister der Staatlichen Kommission für Familienplanung und damit enger Mitarbeiter von deren Vorsitzenden Peng Peiyun. Während dieser Zeit war er zugleich Präsident der Chinesischen Gesellschaft für Technologie und Demografie, Berater sowie später Mitglied des Exekutivrates der Demografischen Gesellschaft von China, Vizepräsident des Demografischen Institutes der Provinz Shaanxi sowie Technischer Berater des Staatlichen Amtes für Volkszählung. 1992 trat er der Chinesischen Demokratischen Partei der Bauern und Arbeiter (CPDWP) bei, neben der Kommunistischen Partei Chinas eine von acht weiteren zugelassenen politischen Parteien in der Volksrepublik China, und wurde unmittelbar darauf Mitglied von deren Zentralkomitee (ZK).
1993 wurde Jiang auch Mitglied des Ständigen Ausschusses des Nationalkomitees der Politischen Konsultativkonferenz des chinesischen Volkes sowie zugleich auch Mitglied von deren Unterausschuss für Bildung, Wissenschaft, Kultur, Gesundheit und Sport und gehörte beiden Gremien bis 1998 an. Des Weiteren erfolgte 1993 seine Berufung zum Mitglied der Internationalen Demografischen Gesellschaft. Als Nachfolger von Lu Jiaxi wurde Jiang Zhenghua im November 1997 Vorsitzender der Chinesischen Demokratischen Partei der Bauern und Arbeiter und bekleidete diese Funktion bis Dezember 2007, woraufhin Sang Guowei neuer Vorsitzender der CDPWP wurde. Als solcher war er zwischen 1998 und 2003 Vize-Vorsitzender des Nationalkomitees der Politischen Konsultativkonferenz des chinesischen Volkes sowie 1999 Mitglied des Vorbereitungskomitees zur Übergabe von Macao. Ferner fungierte er zwischen 2003 und 2008 als 2003 und 2008 Vize-Vorsitzender des Ständigen Ausschusses des Nationalen Volkskongresses.
Jiang Zhenghua verfasste neben seinen Tätigkeiten als Hochschullehrer und Politiker mehrere Sachbücher zur Analyse und Planung von Bevölkerungsplanung.